# Едлиньск (гмина)
Едлиньск (пол. Jedlińsk) — сельская гмина (волость) в Польше, входит как административная единица в Радомский повет, Мазовецкое воеводство. Административный центр гмины расположен в одноимённом селе. Население — 13 267 человек (на 2004 год).

## Демография
| Перепись                       | Всего   | Всего | Женщины | Женщины | Мужчины | Мужчины |
| ------------------------------ | ------- | ----- | ------- | ------- | ------- | ------- |
| Единицы                        | человек | %     | человек | %       | человек | %       |
| Население                      | 13 267  | 100   | 6633    | 50      | 6634    | 50      |
| Плотность населения (чел./км²) | 95,6    | 95,6  | 47,8    | 47,8    | 47,8    | 47,8    |

## Населённые пункты
- Воля-Гутовская